# Marco Pápio Mutilo
Marco Pápio Mutilo (em latim: Marcus Papius Mutilus) foi um político romano nomeado cônsul sufecto em 1 de julho de 9 no lugar de Quinto Sulpício Camerino. Mutilo é conhecido por ter sido um dos autores da Lex Papia Poppae juntamente com seu colega de consulado Quinto Popeu Segundo. É possível que ele seja descendente de Caio Pápio Mutilo, um nobre samnita que lutou contra os romanos na Guerra Social quase um século antes.

## Carreira
Durante seu mandato, Segundo e Mutilo propuseram a Lex Papia Poppaea, cujo objetivo era desencorajar o adultério, evitar o casamento entre membros da classe senatorial com libertos ou filhos de libertos e encorajar o casamento legal e a procriação estabelecendo regras e penalidades legais para os que permanecessem solteiros ou não produzissem filhos sem antes obter uma dispensa legal. Dião Cássio nota, com ironia, que tanto Pápio quanto Popeu eram solteiros e não tinham filhos.
Esta lei fez parte de uma tentativa mais ampla do imperador Augusto de promover a moralidade pública e sabe-se que uma das leis do programa ficou conhecida como Lex Juliae. Como o texto original da Lex Papia Poppaea se perdeu e não se conhece o conteúdo desta Lex Juliae, o conteúdo das duas se misturam. Por isso, a lei era conhecida como Lex Julia et Papia Poppaea.
Tácito conta que a lei não atingiu seus objetivos e meros oito anos depois de aprovada, o imperador Tibério criou uma comissão para mitigar suas penalidades dada a quantidade de pessoas sujeitas a um processo legal, a quantidade de delatores que a lei encorajou e a vasta quantidade de propriedades confiscadas por conta de suas provisões.